# Mecklenburger Seenland
Koordinaten: 53° 16′ 30,1″ N, 12° 39′ 47,2″ O

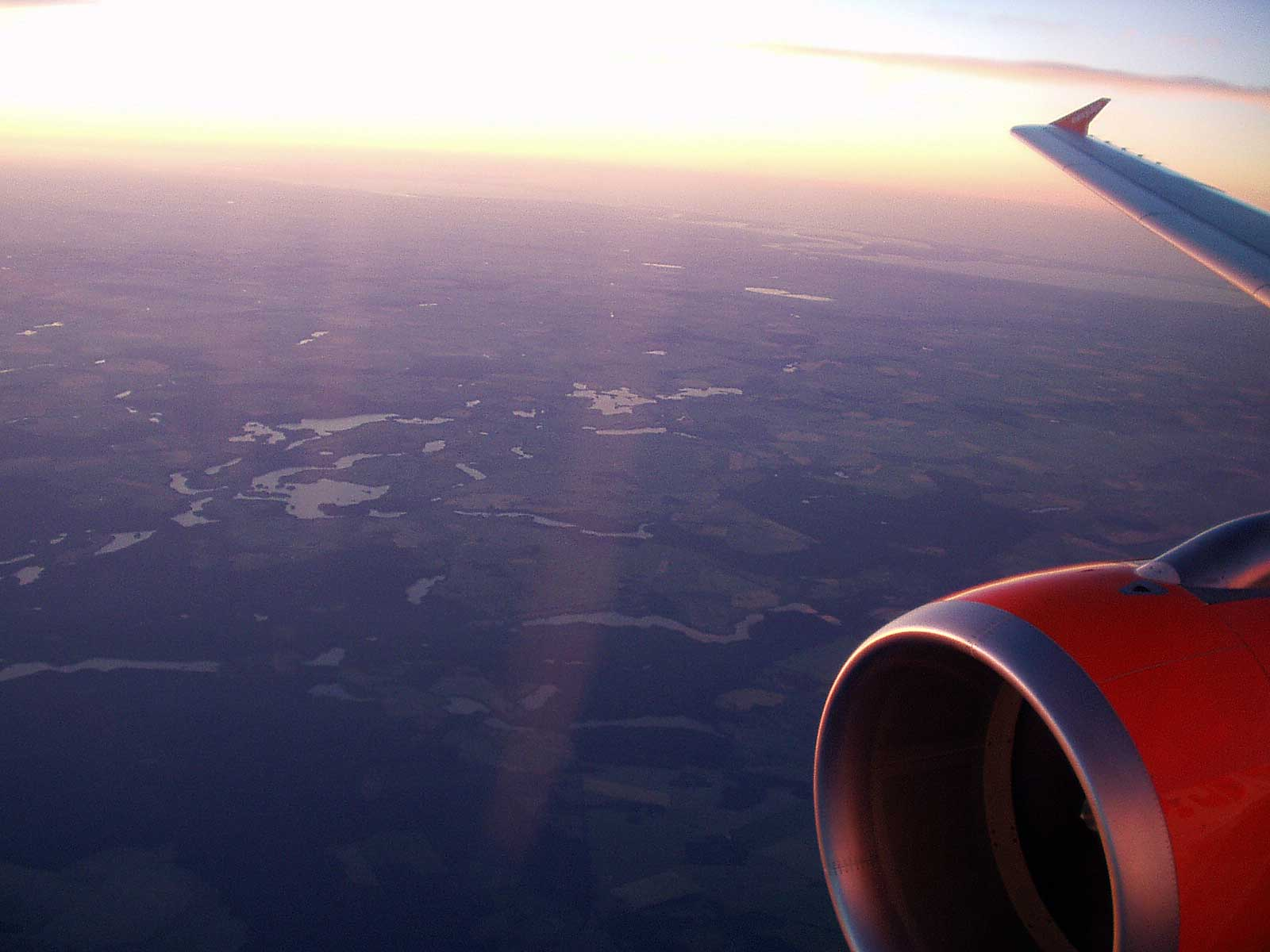
Feldberger Seenlandschaft nach Sonnenuntergang aus ca. 8 km Höhe

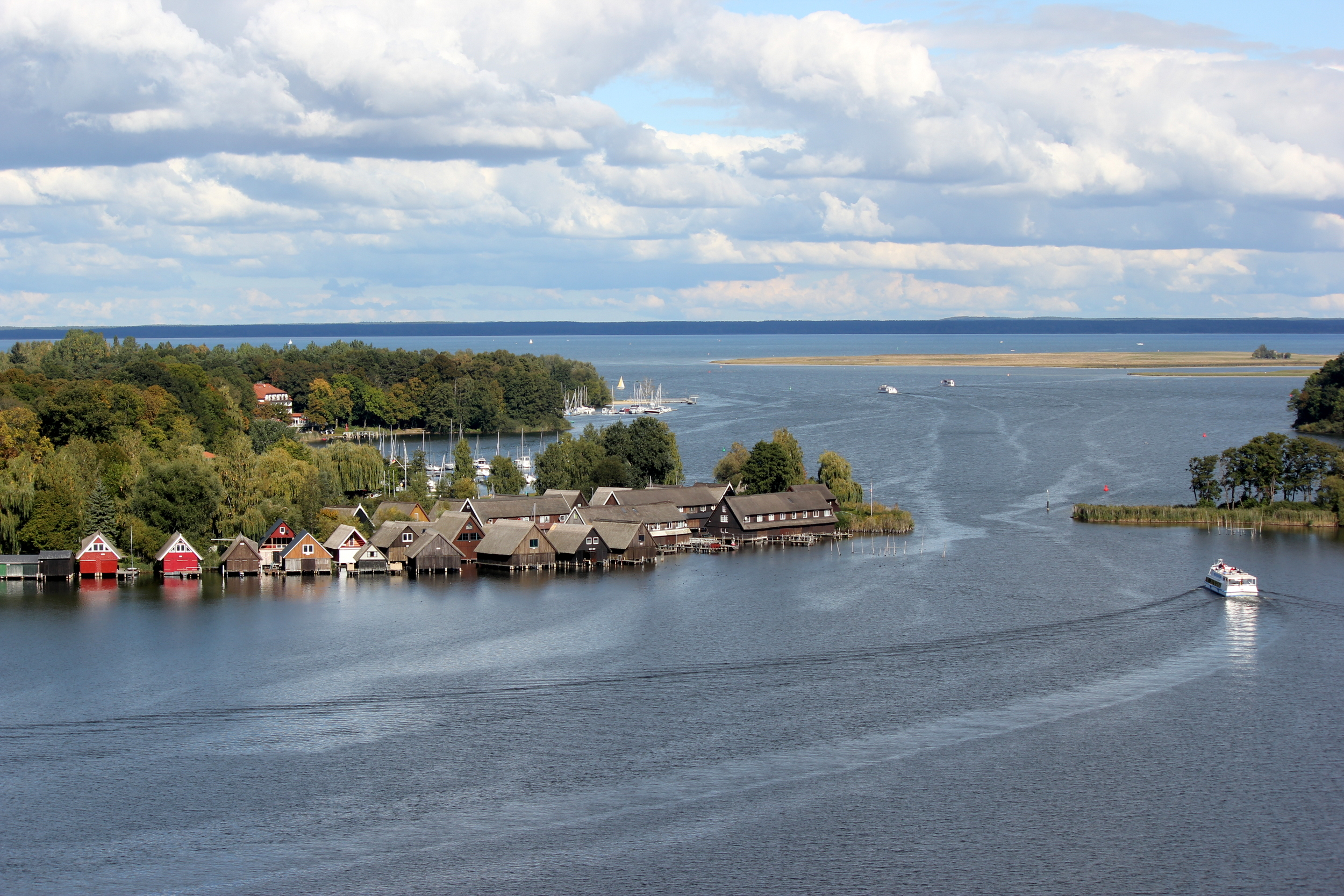
Die Müritz im Herzen der mecklenburgischen Seenplatte. Blick von der Marienkirche auf den Hafen von Röbel an der Müritz.

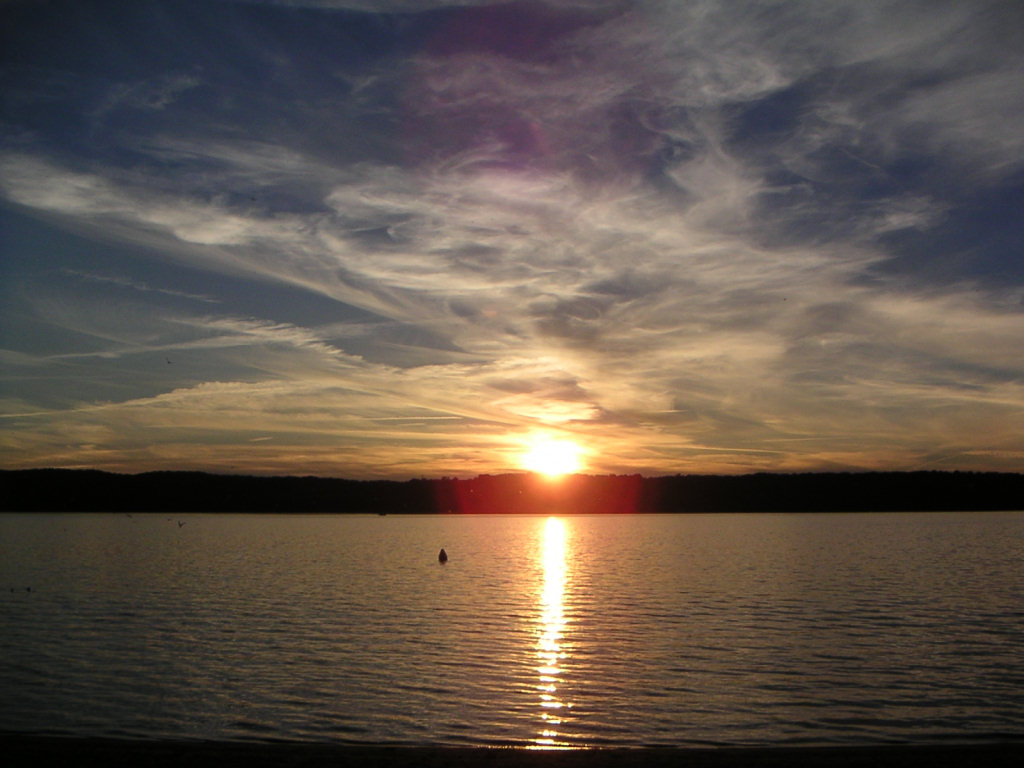
Sonnenuntergang an der Müritz

Das Mecklenburger Seenland ist eine vage abgegrenzte seenreiche Jungmoränenlandschaft in Mecklenburg bzw. auch zu Teilen im Nordwesten Brandenburgs und im äußersten Südosten Schleswig-Holsteins.
In jüngerer Zeit werden im touristischen Sinne oft die komplette Region oder aber Teilregionen mit dem bekannten Begriff Mecklenburgische Seenplatte vermarktet, woran auch die Gründung des Landkreises Mecklenburgische Seenplatte im Jahre 2011 ihren Anteil hat.  Jedoch bestehen Seenland und Landkreis je nur zu etwa ihrer Hälfte aus der Mecklenburgischen Seenplatte. Den nordöstlichen Teil nimmt das jüngere, geomorphologisch etwas andere und ebenfalls seenreichen Rückland der Mecklenburger Seenplatte  ein. Das Mecklenburger Seenland gehört neben der Masurischen Seenplatte und der Pommerschen Seenplatte zu den drei großen Seengebieten südlich der Ostsee.

## Lage
Das Mecklenburgische Seenland liegt im zentralen und südlichen Teil des Landes Mecklenburg-Vorpommern im Landesteil Mecklenburg. Im Südosten geht das Seengebiet über die Landesgrenze zu Brandenburg hinaus. Im Nordwesten liegen kleine Teile in Schleswig-Holstein.
Auf der Mecklenburgischen Seenplatte liegen, von Nordwest nach Südost, die (z. T. ehemaligen) Kreisstädte Ratzeburg (Schleswig-Holstein), Grevesmühlen, Gadebusch, Schwerin, Sternberg, Lübz (in südlicher Randlage), Waren, Röbel, Neustrelitz (alle Mecklenburg-Vorpommern), Templin und, am äußersten Südostrand, Eberswalde (Letztgenannte in Brandenburg).
Ebenfalls seenreich ist das Rückland der Mecklenburgischen Seenplatte mit (wieder von Nordwest nach Südost) Bützow, Güstrow, Teterow, Malchin, Altentreptow, Neubrandenburg, Strasburg, Pasewalk (Nordrand) sowie auf brandenburgischer Seite Prenzlau und Angermünde, das sich nach Nordosten anschließt.
Beide Landschaften bilden naturräumlich jeweils eine eigene Großregion 3. Ordnung, wobei es jedoch nominell dem Rückland zugeordnete Gebiete gibt, die geomorphologisch denen der Seenplatte ähneln und auch früher dieser zugerechnet wurden bzw. heute noch gelegentlich werden. Dieses betrifft etwa die hochgelegenen Seen bei Feldberg und, auf brandenburgischer Seite, Fürstenwerder. Die großen Seen des Rücklandes liegen indes in jüngeren Rinnen und Urstromtälern auf nur geringer Höhe (Kummerower See: 0,2 m ü. NHN).

## Entstehung
Die Entstehung der Seenlandschaften geht auf unterschiedliche Stadien der Weichsel-Kaltzeit zurück – siehe die entsprechenden Abschnitte in Mecklenburgische Seenplatte und Rückland der Mecklenburgischen Seenplatte.

## Naturräumliche Gliederung
Im Handbuch der naturräumlichen Gliederung Deutschlands wurden Anfang der 1960er Jahre Grenzen der Mecklenburgische Seenplatte definiert, welche den Endmoränen des Pommerschen und Frankfurter Stadiums der Weichsel-Kaltzeit folgen. Die Zungenbecken und Rinnen des Pommerschen Stadiums, die sich unmittelbar nordöstlich anschließen, wurden als Rückland definiert. Diese Einteilung entspricht der heute in Fachkreisen üblichen. Beide Großregionen erhielten eine je zweistellige Kennziffer und wurden in mehrere Haupteinheiten (dreistellig) unterteilt.
Im Gebiet des Landes Mecklenburg-Vorpommern wurden auf Basis dieser Gliederung Mitte der 1990er Jahre noch feinere Einheiten ausgewiesen. Diese Gliederung endet jedoch an der Landesgrenze. Manche dieser Untereinheiten waren bereits implizit, jedoch ohne explizite Grenzziehung, im Handbuch definiert worden.
Folgende naturräumliche Einheiten gliedern das Mecklenburgische Seenland in der Hauptsache (Flächenangaben nach Handbuch):
- (zu 70, 72–75 Nord(ost)deutsche Seenplatte)
  - 74 Rückland der Mecklenburgischen Seenplatte – 8786,6 km²
    - 740 Warnow-Recknitz-Gebiet (mit Bützower und Güstrower Becken) – 2160,5 km²
      - Flach- und Hügelland um Warnow und Recknitz (3 Segmente, mit Hoher Burg)
      - (Warnow- und Recknitztal mit) Güstrower und Bützower Becken

    - 741 Oberes Peenegebiet (mit Teterower und Malchiner Becken) – 1754,2 km²
      - Kuppiges Peenegebiet mit Mecklenburger Schweiz (2 Segmente)
      - Teterower und Malchiner Becken

    - 742 Oberes Tollensegebiet (mit Tollensebecken) – 1616,7 km²
      - Kuppiges Tollensegebiet mit Werder
      - Tollensebecken mit Tollense- und Datzetal

    - 743 Woldegk-Feldberger Hügelland – 351,2 km², zu kleineren Anteilen in BB
      - Feldberg-Fürstenwerderer Seengebiet
      - Helpter Berge
      - Brohmer Berge

    - 744 Uckermärkisches Hügelland (mit Uecker- und Randowtal) – 2904,0 km², zu großen Teilen in BB
      - Kuppiges Uckermärkisches Lehmgebiet (3 Segmente)
      - Ueckertal
      - Randowtal

  - 75 Mecklenburgische Seenplatte – 6014,4 km²
    - 750 Westmecklenburgisches Seenhügelland – 1030,8 km², zu etwa einem Fünftel in SH
    - 751 Schweriner See-Gebiet – 456,0 km²
    - 752 Sternberg-Krakower Seen- und Sandergebiet – 1004,4 km²
      - Sternberger Seengebiet
      - Krakower Seen- und Sandergebiet

    - 753 Oberes Warnow-Elde-Gebiet – 518,5 km²
    - 754 Mecklenburgisches Großseenland – 1237,6 km²
    - 755 Neustrelitzer Kleinseenland – 1771,1 km², zur Hälfte in BB
    - 756–758 Schorfheide mit Templiner und Britzer Platte – 666,4 km², ganz in BB
      - 756 Templiner Platte
      - 757 Schorfheide
      - 758 Britzer Platte

    - 759 Eberswalder Tal – 276,0 km², ganz in BB

## Seen
An bekannten Seen finden sich auf der Seenplatte, von Nordwesten nach Südosten, der Ratzeburger See, der Schaalsee, der Schweriner See, der Goldberger See, der Krakower See, die Großseen an der Elde mit Müritz, Kölpinsee, Fleesensee, Plauer See und Drewitzer See sowie die Kleinseen an der Havel mit dem Woblitzsee als größtem und, im äußersten Südosten, der Werbellinsee.
Im Rückland liegen, von Nordwesten nach Südosten, Malchiner und Kummerower See im Malchiner Becken der Peene, der Tollensesee im Tollensetal der Tollense, die hoch gelegenen Seen bei Feldberg und Fürstenwerder mit dem Carwitzer See als größtem, Ober- und Unteruckersee im Ueckertal der Uecker und im äußersten Südosten Grimnitzsee und Parsteiner See.
Unmittelbar nordöstlich des Rücklandes liegt der Galenbecker See auf der Friedländer Großen Wiese; südwestlich der Seenplatte liegt der Ruppiner See auf der Ruppiner Platte.
Insgesamt gibt es auf der Seenplatte 12 Seen mit über 5 km² Fläche (5 im Großseenland) und 8 mit über 10 km² (4 im Großseenland). Im Rückland sind es 8 über 5 km² und 5 über 10 km². Bezüglich der tatsächlichen Seendichte täuscht jedoch der scheinbar geringe Vorsprung der Seenplatte bei den Großseen. Vergleicht man die Anzahl an Seen über 2 km², so kommt die Seenplatte auf fast 50 (48, davon 19 allein im Kleinseenland) und das Rückland nur auf 20. Vom Feldberg-Fürstenwerderer Gebiet abgesehen liegen die Seen des Rücklandes fast alle in den wenigen nach Nordosten führenden Rinnen. Während die Seen der Seenplatte, von Ratzeburger und Sternberger See abgesehen, auf Höhen von rund 20 bis 65 m ü. NHN liegen, bleiben im Rückland so die meisten Seen unter 20 m – aus dem Rahmen fallen nur die Feldberg-Fürstenwerderer Seen mit Höhen über 80 m und ein paar Seen der südlichen Uckermark.

### Liste der mittelgroßen und großen Seen
Nachfolgend die Seen mit mindestens 2 km² Fläche der Mecklenburgischen Seenplatte, ihres Rücklandes, der Landschaften nordöstlich beider sowie der Flussgebiete von Havel und Rhin unmittelbar südlich der Platte:
| Name                       | Fläche [km²] | Volumen [Mio. m³] | Höhe ü. NHN | Landkreis | Bundes- land | Naturraum                           | Kenn- ziffer | Ab- fluss                                                       |
| -------------------------- | ------------ | ----------------- | ----------- | --------- | ------------ | ----------------------------------- | ------------ | --------------------------------------------------------------- |
| Müritz                     | 109,10       | 737,0             | 62,1        | MSE       | MV           | Mecklenburgisches Großseenland      | 754          | Elde (E)                                                        |
| Schweriner See             | 61,84        | 787,0             | 37,8        | SN        | MV           | Schweriner See-Gebiet               | 751          | Stör (E)                                                        |
| Plauer See                 | 38,14        | 300,0             | 62,0        | LUP/MSE   | MV           | Mecklenburgisches Großseenland      | 754          | Elde (E)                                                        |
| Kummerower See             | 32,36        | 263,0             | 0,2         | MSE       | MV           | Teterower und Malchiner Becken      | 741,1        | Peene (O)                                                       |
| Schaalsee                  | 22,09        | 391               | 34,8        | LUP/RZ    | MV/SH        | Westmecklenburgisches Seenhügelland | 750          | Schaale → Sude (E)                                              |
| Kölpinsee                  | 20,09        | 71,9              | 62,1        | MSE       | MV           | Mecklenburgisches Großseenland      | 754          | Elde (E)                                                        |
| Tollensesee                | 17,75        | 315,9             | 14,6        | MSE       | MV           | Tollensebecken                      | 742,1        | Tollense → Peene (O)                                            |
| Krakower See               | 15,52        | 111,0             | 47,6        | LRO       | MV           | Krakower Seen- und Sandergebiet     | 752,1        | Nebel → Warnow (O)                                              |
| Malchiner See              | 13,80        | 35,3              | 0,6         | MSE/LRO   | MV           | Teterower und Malchiner Becken      | 741,1        | Dahmer Kanal → Peenekanal → Peene (O)                           |
| Ratzeburger See            | 12,59        | 144,9             | 3,5         | RZ        | SH           | Westmecklenburgisches Seenhügelland | 750          | Wakenitz → Trave (O)                                            |
| Fleesensee                 | 10,63        | 66,0              | 62,0        | MSE       | MV           | Mecklenburgisches Großseenland      | 754          | Elde (E)                                                        |
| Unteruckersee              | 10,31        | 102,2             | 17,5        | UM        | BB           | Ueckertal                           | 744,1        | Ucker (O)                                                       |
| Parsteiner See             | 10,01        | 71,2              | 44,2        | BAR       | BB           | Uckermärkisches Hügelland           | 744,0        | → Ragöse → Finowkanal → Oder-Havel-Kanal → Oder (O)             |
| Ruppiner See               | 8,07         | 73,0              | 36,5        | OPR       | BB           | Ruppiner Platte                     | 777          | Rhin → Havel (E)                                                |
| Werbellinsee               | 7,95         | 153,5             | 43,2        | BAR       | BB           | Britzer Platte                      | 758          | Werbellinkanal (E)                                              |
| Grimnitzsee                | 7,83         | 34,7              | 64,7        | BAR       | BB           | Uckermärkisches Hügelland           | 744,0        | Welse → Oder (O)                                                |
| Goldberger See             | 7,60         | 16,3              | 46,5        | LUP       | MV           | Krakower Seen- und Sandergebiet     | 752,1        | Mildenitz → Warnow (O)                                          |
| Oberuckersee               | 6,18         | 57,0              | 17,8        | UM        | BB           | Ueckertal                           | 744,1        | Ucker (O)                                                       |
| Drewitzer See              | 6,03         | 67,4              | 62,4        | MSE       | MV           | Mecklenburgisches Großseenland      | 754          | Elde (E)                                                        |
| Galenbecker See            | 5,88         | 4,5               | 9,4         | MSE       | MV           | Friedländer Große Wiese             | 731          | Zarow (O)                                                       |
| Carwitzer See (mit Zansen) | 5,51         | 66,1              | 83,7        | MSE       | MV           | Wodegk-Feldberger Hügelland         | 743          |                                                                 |
| Woblitzsee                 | 5,05         |                   | 57,4        | MSE       | MV           | Neustrelitzer Kleinseenland         | 755          | Havel (E)                                                       |
| Inselsee                   | 4,72         | 16,3              | 11,3        | LRO       | MV           | Güstrower und Bützower Becken       | 740,1        | → Nebel → Warnow (O)                                            |
| Lieps                      | 4,26         | 9,7               | 14,7        | MSE       | MV           | Tollensebecken                      | 742,1        | → Tollense → Peene (O)                                          |
| Gudelacksee                | 4,21         | 46,3              | 38,6        | OPR       | BB           | Wittstock-Ruppiner Heide            | 776          | Rhin → Havel (E)                                                |
| Großer Stechlinsee         | 4,12         | 99,6              | 59,6        | OHV       | BB           | Neustrelitzer Kleinseenland         | 755          | Polzowkanal → Havel (E)                                         |
| Dobbertiner See            | 3,79         | 17,4              | 45,0        | LUP       | MV           | Krakower Seen- und Sandergebiet     | 752,1        | Mildenitz → Warnow (O)                                          |
| Useriner See               | 3,76         |                   | 59,4        | MSE       | MV           | Neustrelitzer Kleinseenland         | 755          | Havel (E)                                                       |
| Stolpsee                   | 3,71         | 24,7              | 51,5        | UM        | BB           | Neustrelitzer Kleinseenland         | 755          | Polzowkanal → Havel (E)                                         |
| Borgwallsee                | 3,69         | 9,2               | 13,1        | VR        | MV           | Vorpommersche Lehmplatten           | 722          | Barthe (O)                                                      |
| Großer See                 | 3,57         | 24,3              | 93,6        | UM        | BB           | Wodegk-Feldberger Hügelland         | 743          |                                                                 |
| Torgelower See             | 3,52         | 5,7               | 38,6        | MSE       | MV           | Oberes Peenegebiet                  | 741,0        | Ostpeene → Peene (O)                                            |
| Zierker See                | 3,51         | 5,7               | 59,0        | MSE       | MV           | Neustrelitzer Kleinseenland         | 755          | Havel (E)                                                       |
| Breiter Luzin              | 3,37         | 77,0              | 84,2        | MSE       | MV           | Wodegk-Feldberger Hügelland         | 743          |                                                                 |
| Großer Labussee            | 3,36         | 13,7              | 57,5        | MSE       | MV           | Neustrelitzer Kleinseenland         | 755          | Havel (E)                                                       |
| Wolletzsee                 | 3,30         | 28,6              | 43,0        | UM        | BB           | Uckermärkisches Hügelland           | 744,0        | Welse → Oder (O)                                                |
| Teterower See              | 3,12         | 13,6              | 2,2         | LRO       | MV           | Teterower und Malchiner Becken      | 741,1        | → Peene (O)                                                     |
| Rätzsee                    | 3,07         |                   | 57,5        | MSE       | MV           | Neustrelitzer Kleinseenland         | 755          | Drosedower Bek → Dolbek → Müritz-Havel-Wasserstraße → Havel (E) |
| Ziegelsee                  | 3,05         | 30,0              | 37,8        | SN        | MV           | Schweriner See-Gebiet               | 751          | → Schweriner See → Stör (E)                                     |
| Lübbesee                   | 2,97         | 18,6              | 52,9        | UM        | BB           | Templiner Platte                    | 756          | Templiner Kanal → Havel (E)                                     |
| Neuklostersee              | 2,93         | 13,5              | 25,2        | NWM       | MV           | Sternberger Seengebiet              | 752,0        | Brüeler Bach → Warnow (O)                                       |
| Woterfitzsee               | 2,86         | 10,0              | 58,8        | MSE       | MV           | Neustrelitzer Kleinseenland         | 755          | Müritz-Havel-Wasserstraße → Havel (E)                           |
| Damerower See              | 2,83         | 5,8               | 47,5        | LUP       | MV           | Krakower Seen- und Sandergebiet     | 752,1        | Mildenitz → Warnow (O)                                          |
| Großer Lychensee           | 2,82         | 17,6              | 52,5        | UM        | BB           | Neustrelitzer Kleinseenland         | 755          | Woblitz → Havel (E)                                             |
| Großer Wentowsee           | 2,79         | 6,1               | 47,5        | OHV       | BB           | Granseer Platte                     | 778          | Tornower Fließ → Havel (E)                                      |
| Großer Pälitzsee           | 2,68         |                   | 56,1        | MSE       | MV           | Neustrelitzer Kleinseenland         | 755          | Müritz-Havel-Wasserstraße → Havel (E)                           |
| Drewensee                  | 2,60         |                   | 54,9        | MSE       | MV           | Neustrelitzer Kleinseenland         | 755          | Havel (E)                                                       |
| Pinnower See               | 2,60         | 17,4              | 27,9        | LUP       | MV           | Schweriner See-Gebiet               | 751          |                                                                 |
| Großer Wariner See         | 2,59         | 12,2              | 21,1        | NWM       | MV           | Sternberger Seengebiet              | 752,0        | Brüeler Bach → Warnow (O)                                       |
| Labussee                   | 2,58         |                   | 57,5        | MSE       | MV           | Neustrelitzer Kleinseenland         | 755          | Müritz-Havel-Wasserstraße → Havel (E)                           |
| Barniner See               | 2,56         | 5,4               | 36,3        | LUP       | MV           | Sternberger Seengebiet              | 752,0        | Warnow (O)                                                      |
| Großer Sternberger See     | 2,56         | 7,6               | 8,4         | LUP       | MV           | Sternberger Seengebiet              | 752,0        | Mildenitz → Warnow (O)                                          |
| Käbelicksee                | 2,56         | 8,9               | 62,4        | MSE       | MV           | Neustrelitzer Kleinseenland         | 755          | Havel (E)                                                       |
| Müritzarm                  | 2,56         |                   | 62,0        | MSE       | MV           | Mecklenburgisches Großseenland      | 754          | Elde (E)                                                        |
| Specker See                | 2,53         |                   | 62,4        | MSE       | MV           | Mecklenburgisches Großseenland      | 754          | → Elde (E)                                                      |
| Rheinsberger See           | 2,52         | 21,1              | 55,5        | OPR       | BB           | Neustrelitzer Kleinseenland         | 755          | Rhin → Havel (E)                                                |
| Plätlinsee                 | 2,46         |                   | 55,1        | MSE       | MV           | Neustrelitzer Kleinseenland         | 755          | Müritz-Havel-Wasserstraße → Havel (E)                           |
| Kleinpritzer See           | 2,44         | 18,6              | 36,6        | LUP       | MV           | Krakower Seen- und Sandergebiet     | 752,1        | Mildenitz → Warnow (O)                                          |
| Cambser See                | 2,43         | 20,4              | 30,9        | LUP       | MV           | Schweriner See-Gebiet               | 751          | Motel→ Warnow (O)                                               |
| Groß Labenzer See          | 2,32         | 23,6              | 24,5        | NWM       | MV           | Sternberger Seengebiet              | 752,0        | → Radebach → Brüeler Bach → Warnow (O)                          |
| Rödliner See               | 2,27         |                   | 62,8        | MSE       | MV           | Oberes Tollensegebiet               | 742,0        | → Nonne → Tollense → Peene (O)                                  |
| Fährsee                    | 2,23         | 7,3               | 51,2        | UM        | BB           | Templiner Platte                    | 756          | Templiner Kanal → Havel (E)                                     |
| Hohen Sprenzer See         | 2,21         | 15,8              | 22,8        | LRO       | MV           | Warnow-Recknitz-Gebiet              | 740,0        | → Nebel → Warnow (O)                                            |
| Bützsee                    | 2,21         | 3,0               | 35,6        | OPR       | BB           | Oberes Rhinluch                     | 780,1        | Rhin → Havel (E)                                                |
| Jabelscher See             | 2,21         | 12,9              | 62,1        | MSE       | MV           | Mecklenburgisches Großseenland      | 754          | → Elde (E)                                                      |
| Woseriner See              | 2,17         | 18,6              | 19,7        | LUP       | MV           | Krakower Seen- und Sandergebiet     | 752,1        | Bresenitz → Mildenitz → Warnow (O)                              |
| Großer Küstriner See       | 2,16         | 17,0              | 63,4        | UM        | BB           | Neustrelitzer Kleinseenland         | 755          | Küstriner Bach → Woblitz → Havel (E)                            |
| Ostorfer See               | 2,11         |                   | 39,4        | SN        | MV           | Schweriner See-Gebiet               | 751          | → Schweriner See → Stör (E)                                     |
| Parumer See                | 2,08         | 4,0               | 3,5         | LRO       | MV           | Güstrower und Bützower Becken       | 740,1        | → Nebel → Warnow (O)                                            |
| Kleiner Pälitzsee          | 2,08         |                   | 56,1        | MSE       | MV           | Neustrelitzer Kleinseenland         | 755          | Müritz-Havel-Wasserstraße → Havel (E)                           |
| Wanzkaer See               | 2,06         |                   | 58,5        | MSE       | MV           | Oberes Tollensegebiet               | 742,0        | Nonne → Tollense → Peene (O)                                    |
| Großer Fürstenseer See     | 2,02         |                   | 63,8        | MSE       | MV           | Neustrelitzer Kleinseenland         | 755          | → Müritz-Havel-Wasserstraße → Havel (E)                         |
| Kuhzer See                 | 2,01         | 10,4              | 70,2        | UM        | BB           | Uckermärkisches Hügelland           | 744,0        |                                                                 |
| Vilzsee                    | 2,00         |                   | 58,5        | MSE       | MV           | Neustrelitzer Kleinseenland         | 755          | Müritz-Havel-Wasserstraße → Havel (E)                           |

Die Seenplatte lässt sich grob wie folgt unterteilen:
| Seengebiete                                                        | Städte                                                                          | Entwässerung |
| ------------------------------------------------------------------ | ------------------------------------------------------------------------------- | ------------ |
| Naturpark Feldberger Seenlandschaft                                | Gemeinde Feldberger Seenlandschaft                                              | Havel        |
| Mecklenburgisches Großseengebiet mit Müritz, Plauer See, Kölpinsee | Waren (Müritz), Röbel/Müritz, Plau am See                                       | Elde         |
| Neustrelitzer Kleinseenland                                        | Neustrelitz, Mirow, Wesenberg, Fürstenberg/Havel, Lychen                        | Havel        |
| Rheinsberger Seengebiet                                            | Rheinsberg                                                                      | Rhin         |
| Tollensesee und Mecklenburgische Schweiz                           | Neubrandenburg, Burg Stargard, Malchin, Neukalen, Penzlin, Stavenhagen, Teterow | Peene        |

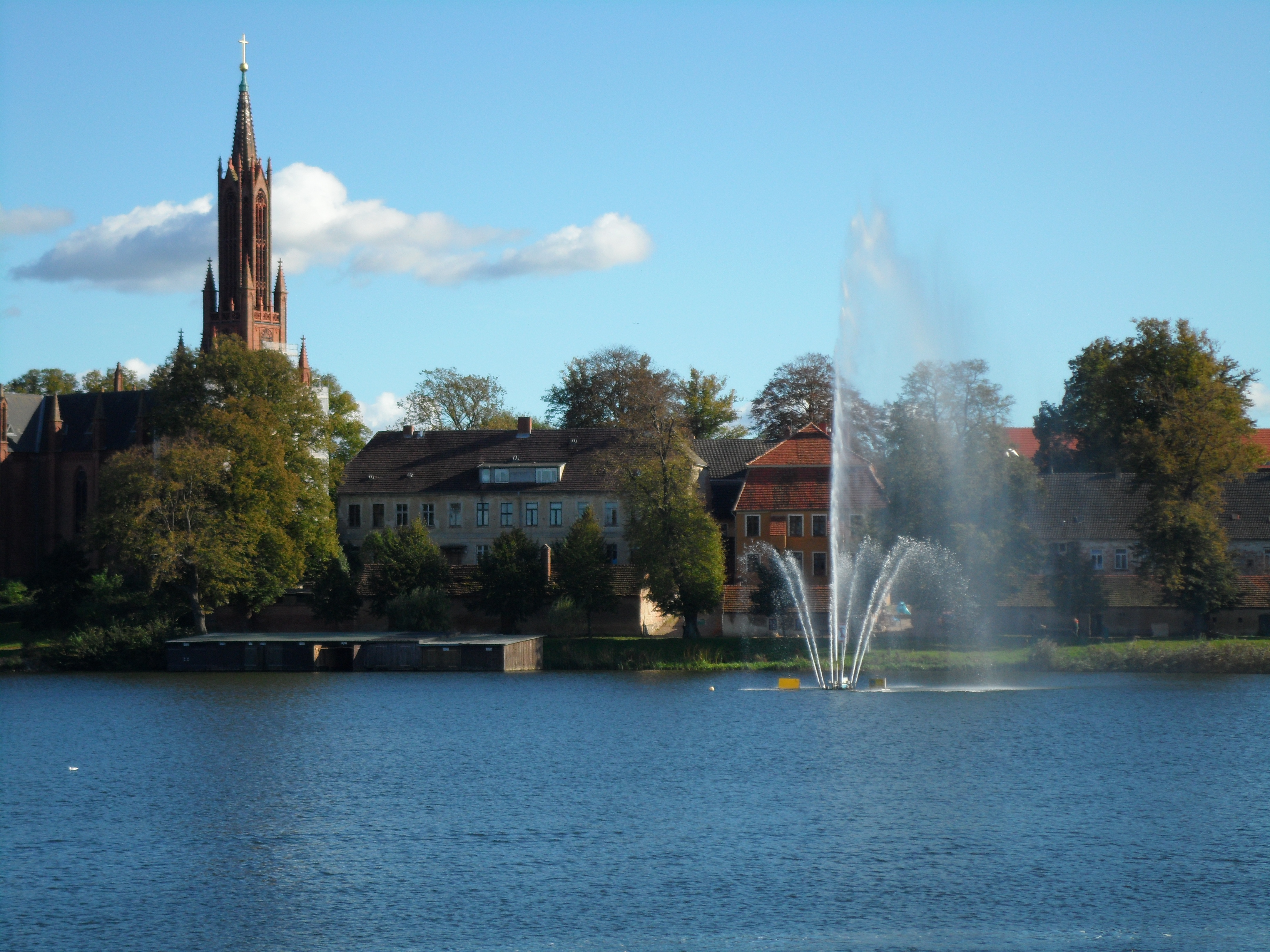
Das Kloster Malchow am Malchower See

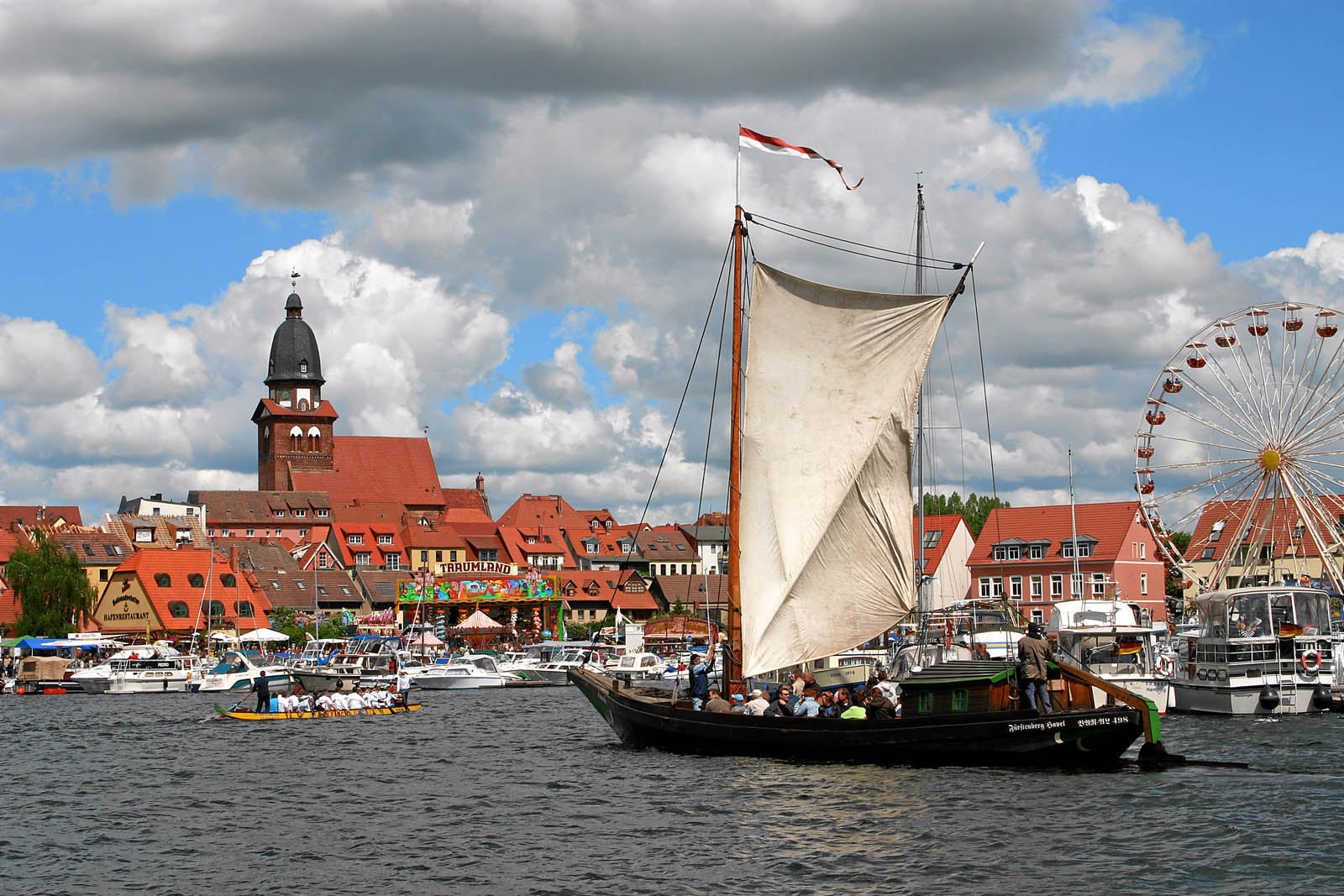
Der Stadthafen von Waren (Müritz) während der Müritz Sail, eine der größten europäischen Binnensegelveranstaltungen.

Auf brandenburgischem Gebiet setzt sich die Seenlandschaft weiter in die Uckermark und die Ruppiner Schweiz fort.
Der Tourismusverband und Reiseführer bezeichnen das Seengebiet auch als „Land der Tausend Seen“.

## Besiedlungsgeschichte
Die Seenplatte war bereits um 10.000 v. Chr. von Jägern und Fischern besiedelt. Ab 4.000 v. Chr. entwickelten sich erste bäuerliche Kulturen, die große Steingräber hinterließen.
Im 4. und 5. Jahrhundert wanderten die dort siedelnden germanischen Stämme nach Süden und wurden ab dem 7. Jahrhundert durch nachrückende elbslawische Stämme ersetzt, die sich mit der zurückgebliebenen Restbevölkerung vermischten.
Seit dem 12. Jahrhundert nahm der Einfluss deutscher Siedler in der Region zu. Im 12.–14. Jahrhundert setzte eine rege Bautätigkeit in Dörfern und Städten ein und die Feldsteine wurden massenhaft als Baumaterial verwendet. Die im Mittelalter aus Feldsteinen gebauten Feldsteinkirchen finden sich heute noch in vielen Dörfern der Region.

## Schutzgebiete
Im äußersten Westen des Seenlandes liegen der Naturpark Lauenburgische Seen auf Schleswig-Holsteiner Seite und, sich östlich anschließend, das Biosphärenreservat Schaalsee in Mecklenburg-Vorpommern. Räumlich getrennt und östlich des Schweriner Gebietes schließen sich die Naturparks Sternberger Seenland und Nossentiner/Schwinzer Heide auf der Seenplatte an; nur durch einen schmalen Korridor verbunden, geht der letztgenannte Naturpark nach Nordosten, im Rückland, in den Naturpark Mecklenburgische Schweiz und Kummerower See über.
Im Zentrum der Seenplatte, im Großseenland, liegt, von den Naturparks getrennt, der größere Westteil des Nationalparks Müritz. Der Ostteil des Nationalparks im Kleinseenland wird, von einem schmalen Streifen im Nordwesten abgesehen, in alle Richtungen vom Naturpark Feldberger Seenlandschaft umsäumt, der nominell in etwa je zur Hälfte auf der Platte und im Rückland liegt, jedoch ausschließlich in höher gelegenen Gebieten. Nach Osten, in Brandenburg, grenzt er an den Naturpark Uckermärkische Seen, für den Analoges gilt. Dieser geht nach Südwesten in den Naturpark Stechlin-Ruppiner Land, ebenfalls Brandenburg, über, der nach Süden mit etwa der Hälfte seiner Fläche auch die Seenplatte verlässt. Südöstlich der Uckermärkischen Seen schließt sich, je zur Hälfte auf der Platte und im Rückland, das Biosphärenreservat Schorfheide-Chorin an. 